# 追いつめられて
『追いつめられて』（原題: No Way Out）は1987年のアメリカ映画。アメリカ国防省を舞台にしたサスペンス映画である。1948年製作の映画『大時計』のリメイクで、ブラッド・ピットの映画デビュー作でもある。

## ストーリー
海軍将校のトム・ファレル中佐は、アメリカからマニラに戻る途中、甲板で見張っていたクルーが高波にさらわれた所を救助する。新聞記事でこの救助劇を見たデヴィッド・ブライス国防長官は、トムをペンタゴンに転属させる。
パーティーで出会ったスーザンと再会したトムは、スーザンがブライスの愛人だったことを知り、不貞を疑ったブライスがスーザンを殺害する事態に。
ブライスの法律顧問であるスコットの策略で、事件の捜査を任されたトムが徐々に殺人犯扱いされてしまう。

## 登場人物
トム・ファレル
演 - ケビン・コスナー
海軍中佐。
デヴィッド・ブライス
演 - ジーン・ハックマン
国防長官。秘書であるスコットには絶大な信頼を置く。
スーザン・アトウィル
演 - ショーン・ヤング
ブライスの愛人。自由奔放な性格。
スコット・プリチャード
演 - ウィル・パットン
ブライスの法律顧問。トムの友人。実は同性愛者。
サム・ヘッセルマン
演 - ジョージ・ズンザ
博士。
ビリー・デュバル
演 - ハワード・バフ
議員。
ドノバン
演 - ジェイソン・バーナード
少佐。
ニーナ・ベカ
演 - イマン
スーザンの友人。トムとの一夜を過ごすためのスーザンに部屋を貸す。
マーシャル
演 - フレッド・ダルトン・トンプソン
長官。

## キャスト
| 役名                   | 俳優                           | 日本語吹き替え         | 日本語吹き替え                                              | 日本語吹き替え                                                                              |
| 役名                   | 俳優                           | ソフト版               | テレビ朝日版                                                | テレビ東京版                                                                                |
| ---------------------- | ------------------------------ | ---------------------- | ----------------------------------------------------------- | ------------------------------------------------------------------------------------------- |
| トム・ファレル         | ケビン・コスナー               | 大塚芳忠               | 津嘉山正種                                                  | 津嘉山正種                                                                                  |
| デヴィッド・ブライス   | ジーン・ハックマン             | 筈見純                 | 小林修                                                      | 石田太郎                                                                                    |
| スーザン・アトウィル   | ショーン・ヤング               | 山田美穂               | 戸田恵子                                                    | 幸田直子                                                                                    |
| スコット・プリチャード | ウィル・パットン               | 相沢正輝               | 富山敬                                                      | 谷口節                                                                                      |
| ビリー・デュバル       | ハワード・バフ                 | 北川勝博               | 大木民夫                                                    | 中庸助                                                                                      |
| サム・ヘッセルマン     | ジョージ・ズンザ               | 荒川太郎               | 神山卓三                                                    | 玄田哲章                                                                                    |
| ドノバン少佐           | ジェイソン・バーナード         |                        | 坂口芳貞                                                    | 糸博                                                                                        |
| ニーナ・ベカ           | イマン                         |                        | 高島雅羅                                                    | 横尾まり                                                                                    |
| マーシャル長官         | フレッド・ダルトン・トンプソン | 仲野裕                 | 筈見純                                                      | 加藤正之                                                                                    |
| ケビン・オブライエン   | レオン・ラッサム               | 水内清光               | 大山高男                                                    | 筈見純                                                                                      |
| メイト                 | デニス・バークレー             |                        | 亀井三郎                                                    |                                                                                             |
| 準隊員                 | マーシャル・ベル               |                        | 谷口節                                                      |                                                                                             |
| 準隊員                 | クリス・D                      |                        | 福田信昭                                                    |                                                                                             |
| シラー                 | マイケル・シロー               | 仲野裕                 | 川久保潔                                                    |                                                                                             |
| カップブレイカー       | ニコラス・ワース               |                        | 飯塚昭三                                                    |                                                                                             |
| エンサイン・フォックス | レオ・ゲッター                 |                        | 大塚芳忠                                                    |                                                                                             |
| ベルボーイ             | マシュー・バリー               |                        | 星野充昭                                                    |                                                                                             |
| CIDの男                | ダリル・エンリケス             |                        | 池田勝                                                      |                                                                                             |
| CIDの男                | ジョン・ホステッター           |                        | 村松康雄                                                    |                                                                                             |
| ロレイン               | エディス・フィールズ           |                        | 片岡富枝                                                    |                                                                                             |
| マーガレット・ブライス |                                |                        | さとうあい                                                  |                                                                                             |
| ビル                   |                                |                        | 小室正幸                                                    |                                                                                             |
| 不明 その他            | N/A                            | 石井隆夫 坂東尚樹 ほか | 曽我部和恭 西村知道 秋元羊介 安永沙都子 松井菜桜子 亀井芳子 | 郷里大輔 藤城裕士 堀秀行 石森達幸 堀川りょう 田原アルノ 島香裕 佐藤正治 秋元羊介 竹口安芸子 |

- ソフト版 ※カルチュア・パブリッシャーズから発売されたソフトにのみ収録
- テレビ朝日版 - 初回放送：1990年10月21日『日曜洋画劇場』※U-NEXT、Amazon Prime Videoで配信（配信されているものは一部原語に切り替わるシーンがある）
- テレビ東京版 - 初回放送：2004年7月5日『午後のロードショー』

## スタッフ
- 監督：ロジャー・ドナルドソン
- 原作：ケネス・フィアリング
- 脚本：ロバート・ガーランド
- 撮影：ジョン・オルコット
- 音楽：モーリス・ジャール

### 日本語版
- 字幕翻訳：岡枝慎二

| 吹き替え       | ソフト版                     | テレビ朝日版   | テレビ東京版 |
| -------------- | ---------------------------- | -------------- | ------------ |
| 演出           |                              | 伊達康将       |              |
| 翻訳           |                              | たかしまちせこ |              |
| 調整           |                              | 荒井孝         |              |
| 効果           |                              | リレーション   |              |
| プロデューサー |                              | 山田ゆみ子     |              |
| 制作           |                              | 東北新社       | 東北新社     |
| 制作           | カルチュア・パブリッシャーズ | テレビ朝日     |              |

## 評価
レビュー・アグリゲーターのRotten Tomatoesでは47件のレビューで支持率は91%、平均点は7.40/10となった。Metacriticでは18件のレビューを基に加重平均値が77/100となった。